# Syllis licheri
Syllis licheri é uma espécie de anelídeo pertencente à família Syllidae.
A autoridade científica da espécie é Ravara, San Martín & Moreira, tendo sido descrita no ano de 2004.
Trata-se de uma espécie presente no território português, incluindo a sua zona económica exclusiva.